# Lac Donner
Le lac Donner est un lac d'eau douce du nord-est de la Californie, sur les contreforts est de la Sierra Nevada et à environ 18 km au nord-est du lac Tahoe. Une moraine sert un barrage naturel pour le lac. Le lac est situé dans la ville de Truckee, entre l'Interstate 80 au nord et Schallenberger Ridge au sud. Les voies de l'Union Pacific Railroad longent la Schallenberger Ridge et suivent de près la route du chemin de fer transcontinental d'origine. La route historique 40 suit la rive nord, puis grimpe au col Donner, d'où l'ensemble du lac peut être vu.
Le lac et le col ont été nommés après la malheureuse expédition Donner, qui a passé son hiver fatidique près du lac en 1846. Le parc d'état Donner Memorial est à l'extrémité est du lac et fournit des campings avec accès à plusieurs plages différentes. Il existe également plusieurs sentiers de randonnée dans le parc.

## Pêche

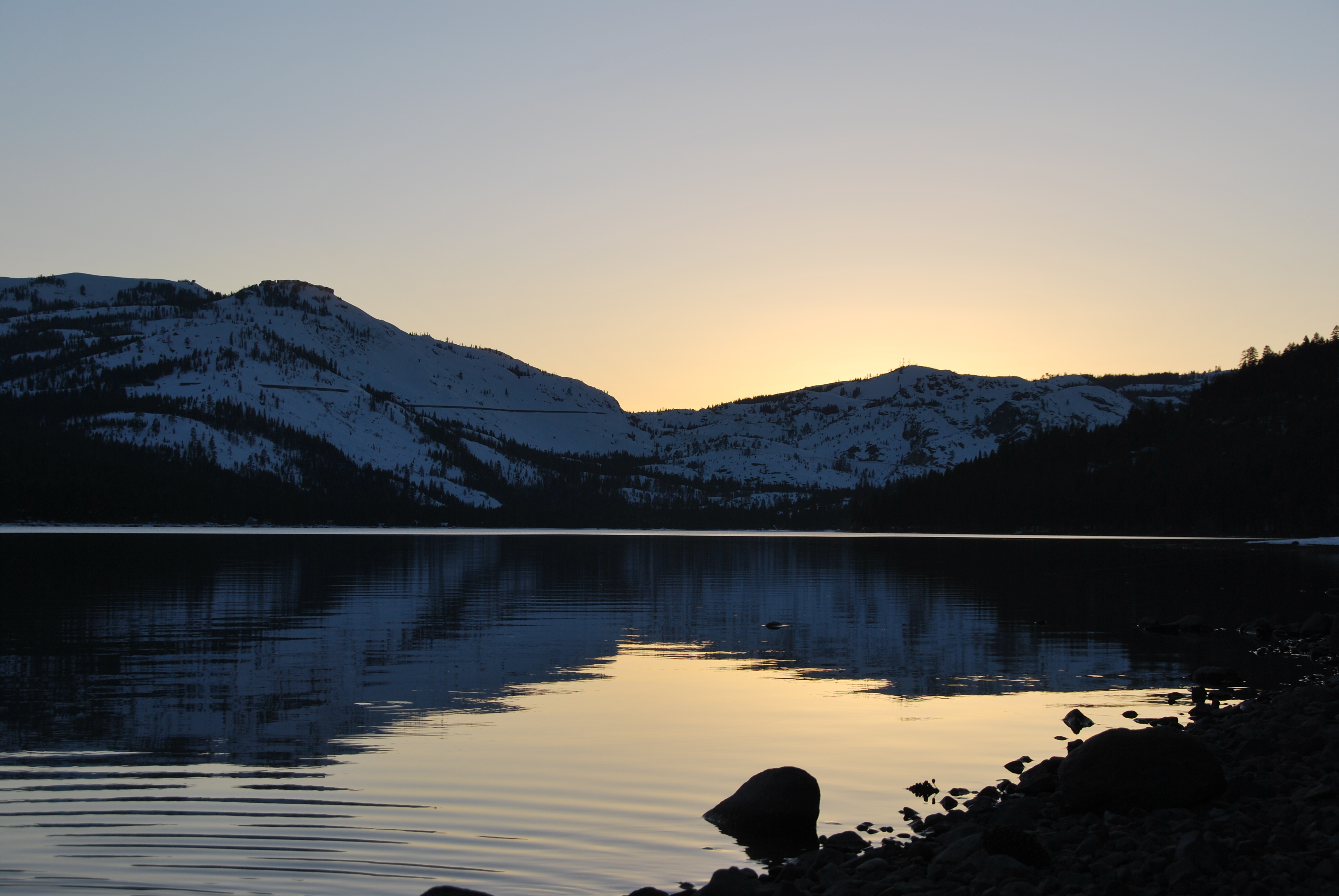
Coucher de soleil sur le lac Donner, mars 2009.

La profondeur du lac a été mesurée par la California State Lands Commission à 100 m de profondeur à son point le plus profond. L'altitude du lac à haut niveau d'eau est de 1 809 m (cela dissipe l'idée reçue que le lac est connecté au lac Tahoe, puisque l'altitude de ce dernier est de 1 898 m).
Le lac Donner abrite certaines des plus grandes truites grises de l'état. Il y a aussi une bonne population de truites arc-en-ciel, de truites communes ainsi que saumons rouges. Les pêcheurs utilisent la pêche à la traîne avec plomb et bouchons pour le saumon rouge et la truite arc-en-ciel afin d'attraper les plus gros spécimens. Au printemps et à l'automne, les truites grises viennent vers le haut pour se nourrir et c'est le seul moment de l'année où on peut avoir la chance d'attraper une truite en eau peu profonde.
Un ponton public exploité par la Truckee Donner Recreation & Parks District est accessible dans le coin nord-ouest du lac Donner. Le lac est ouvert à la fois aux bateaux à moteur et aux bateaux à voile.

## Loisirs

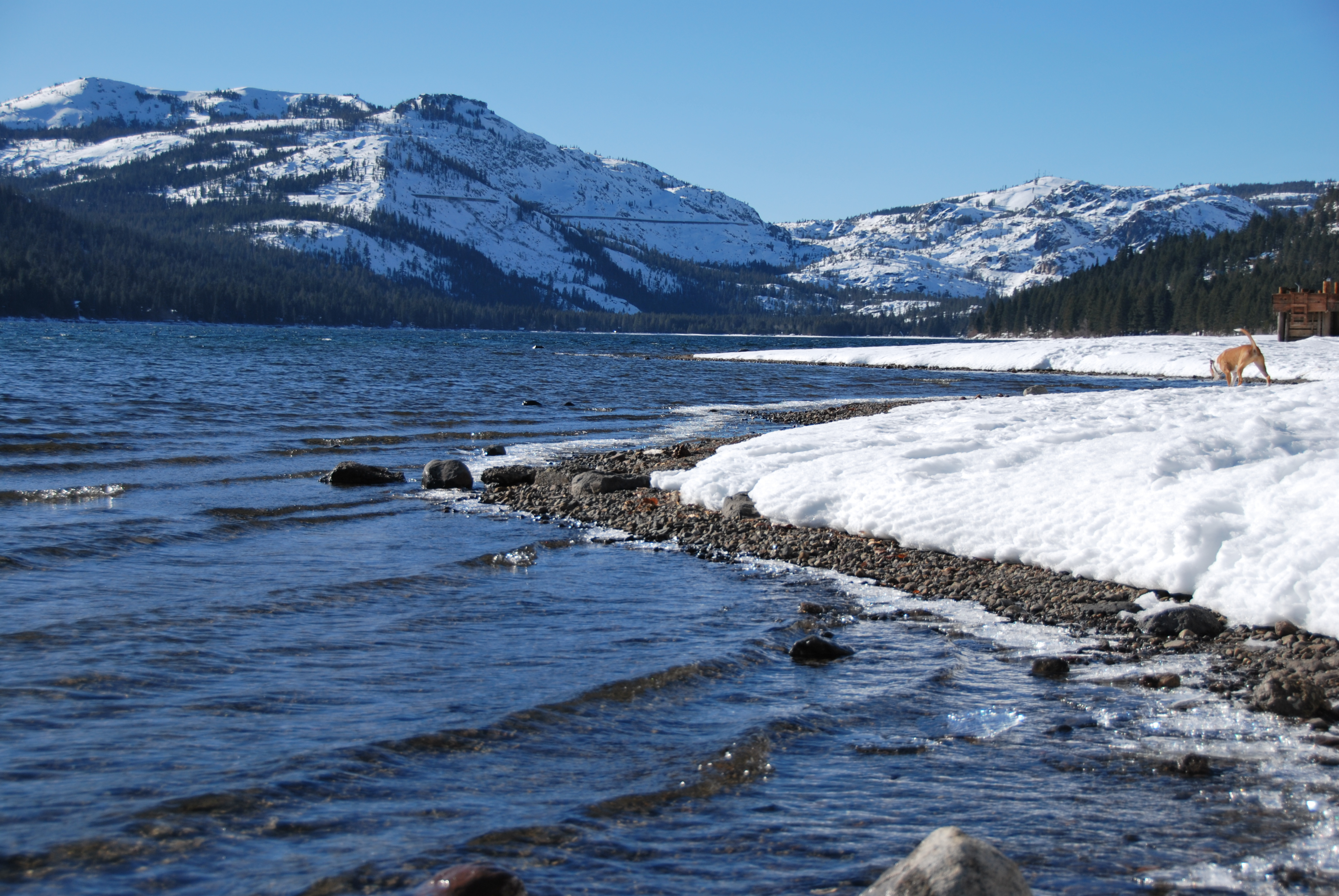
Depuis la rive nord-est, vue sur le col Donner.

Le parc d'état Donner Memorial borde le lac par l'est et une partie de la rive sud du lac, et englobe la Scallenberger Ridge au sud. Les activités estivales incluent le camping, le pique-nique, la plaisance, la pêche, le ski nautique, la planche à voile, la randonnée ou le VTT. En hiver, les activités sont plutôt de ski de fond ou les raquettes. Le parc abrite le monument des pionniers, accueillant les visiteurs toute l'année, qui a été construit pour commémorer l'expédition Donner en Californie de l'est dans le milieu du XIXe siècle. La statue mesure 7 m de haut, ce qui est censé être la profondeur de neige atteinte au cours de l'hiver 1846, lorsque l'expédition Donner n'a pas réussi à franchir le col.

La rive nord du lac est bordée de 2,4 km de quais publics pour les nageurs et les plaisanciers. Chaque année, la ville de Truckee accueille le Donner Lake Triathlon qui consiste en un triathlon super sprint (400 m de natation, 10 km de vélo, 2,5 km de course) et le triathlon international (1,5 km de natation, 40 km de vélo, 10 km de course).

### Randonnée

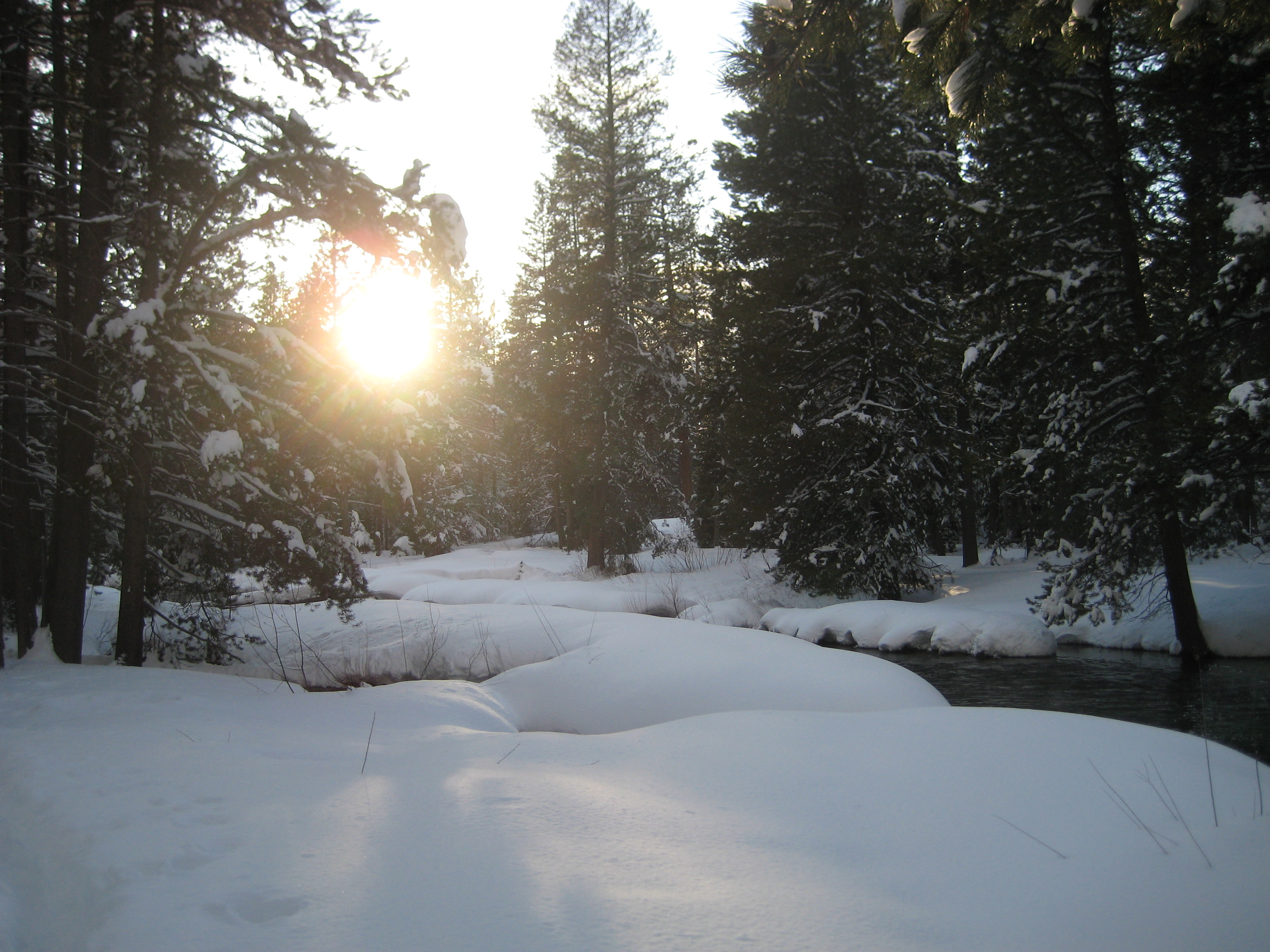
Randonnée dans le parc d'état Donner Memorial en hiver.

Il y a environ 4 km de sentiers de randonnée dans le parc. Les visiteurs peuvent stationner à Coldstream Canyon (juste après la station service) où se situe  le Trail Emigrant initial, qui mène jusqu'à U.S. Forest Service et les sentiers Pacific Crest au-delà du parc. Le lac Donner fait environ 13 km de circonférence, ce qui permet de faire une bonne randonnée.

### Camping
Il y a 154 sites de camping dans le parc et une aire le long du lac. Un sentier pédagogique du lac dispose de 18 panneaux qui traitent les ressources naturelles et culturelles dans la région.